# キップパイロール
キップパイロール-HIはキップ薬品株式会社が製造販売する軟膏剤。第2類医薬品。軽度のやけど、切り傷、ひび、あかぎれ、日焼け雪焼けの炎症に効果がある。
昭和27年にキップ薬品株式会社設立。国内での販売許可取得が行われ発売が開始される。当時はアメリカの製造会社のものを小分けにして発売されていた。昭和33年に商標「キップパイロール」を出願。昭和50年に発売していたキップパイロールをイソプロピルメチルフェノールを加えた「キップパイロール-HI」として発売。それまではアメリカ製造会社から原材料を輸入していたが、製造会社が消滅したために平成13年よりキップ薬品による国内製造を開始。日本製造品となる。幾度と外装パッケージは変更されているが、缶のデザインについては製造会社名部分以外の変更はない。
昭和53年にキップ薬品を佐藤製薬株式会社が買収。同社完全子会社となる。キップパイロールはキップ薬品株式会社が製造販売を行っているが、23gチューブ製品に関しては資本関係のある佐藤製薬株式会社が販売している。
- 缶入り　15g　(JAN  4987315001303）
- 缶入り　40g 　(JAN  4987315001402)
- チューブ　23g　(JAN 4987316007427　販売元：佐藤製薬)
- ボトル　500g

## 効能
軽度のやけど、切傷、すり傷、ひび、あかぎれ、かみそりまけ、日やけ、雪やけによる炎症。

## 成分・分量　100g中
- イソプロピルメチルフェノール　0.1g
- 酸化亜鉛　6.018g
- サリチル酸　0.056g
- フェノール　0.444g

## キップパイロールの日
8月16日をキップパイロールの日としてキップ薬品が制定。常備している家庭では使用期限や残り具合を確認してもらい、まだ知らない人には記念日をきっかけに知ってもらうのが目的。日付は8と16で「キップ パイロール」の「パ(8イロ(16)ール」と読む語呂合わせから。